# Рем Нотър Дам
Рѐм Нотър Да̀и (на италиански и на френски: Rhêmes-Notre-Dame, на местен диалект: Noutra Dama de Rèma, Ноутра Дама де Рема) е община в Северна Италия, автономен регион Вале д'Аоста. Разположено е на 1725 m надморска височина. Населението на общината е 96 души (към 2014 г.).
Административен център на общината е село Брюй (Bruil).